# Cyrus R. Tupper
Cyrus R. Tupper (* 17. Juni 1860 in Starks, Maine; † 14. Januar 1945 in Boothbay Harbor, Maine) war ein US-amerikanischer Richter und Politiker, der im Jahr 1911 Maine Attorney General war.

## Leben
Cyrus Rogers Tupper war Sohn von Simon Tupper und Diana T. Tupper.
Gemeinsam mit James Blenn Perkins betrieb er von 1910 bis 1912 eine Anwaltskanzlei in Boothbay Harbor.
Als Mitglied der Demokratischen Partei gehörte er von 1905 bis 1906 dem Senat von Maine an und war im Jahr 1911 Maine Attorney General.
Im Jahr 1891 heiratete er Nellie Cora Duley (1866–1934). Sie hatten einen Sohn. Cyrus Tuppers Grab befindet sich auf dem Oceanview Cemetery in Boothbay.